# Ahmed Rassim
Ahmed Rassim (1895-1958) est un écrivain égyptien d'expression française et arabe. Son œuvre prend la forme de poèmes, en prose ou en vers libre, et d'un journal, aux entrées allant de la poésie à l'aphorisme.
Né à Alexandrie, Ahmed Rassim fait ses études supérieures à l'École Française de Droit du Caire. Il devient diplomate et gouverneur de la zone de Suez, en Égypte : avec Jean Goby, ingénieur au canal, et le médecin Roger Godel, il lance le tourisme dans cette région. Il fait des bords de la mer Rouge une station balnéaire et développe également les loisirs dans les terres, comme l'escalade sur la montagne de l'Attaka. Il fonde le groupe des Amis de l'Attaka, assorti d'une revue éponyme. 
Il est en étroite correspondance avec le milieu intellectuel et artistique francophone du Caire, notamment avec le cercle de Stavros Stavrinos, directeur et fondateur du journal La Semaine égyptienne. Il collabore par ailleurs à d'autres périodiques, notamment L'Égypte Nouvelle. 

## Œuvres
- Le Jardin abandonné, 1922 (recueil poétique en langue arabe).
- Le Livre de Nysane, 1927.
- Noha [1935]
- Dans le vieux jardin !, 1940.
- Le Petit Libraire Oustaz Ali. 1942
- Melek 1951
- Nawal. Sans date [1952]
- Images pour un écran 1953
- Le journal d'un peintre raté 1953
- Pages Choisies. Tome premier. 1954, prix Auguste-Capdeville de l'Académie française
- Le coffre aux épices: Tome second. 1955
- Samia. 1954
- Réédition

- Le Journal d'un pauvre fonctionnaire et autres textes, Denoël, 2007 (préface d'Andrée Chedid, édition de Daniel Lançon).